# Haut-commissariat d'Australie à Londres

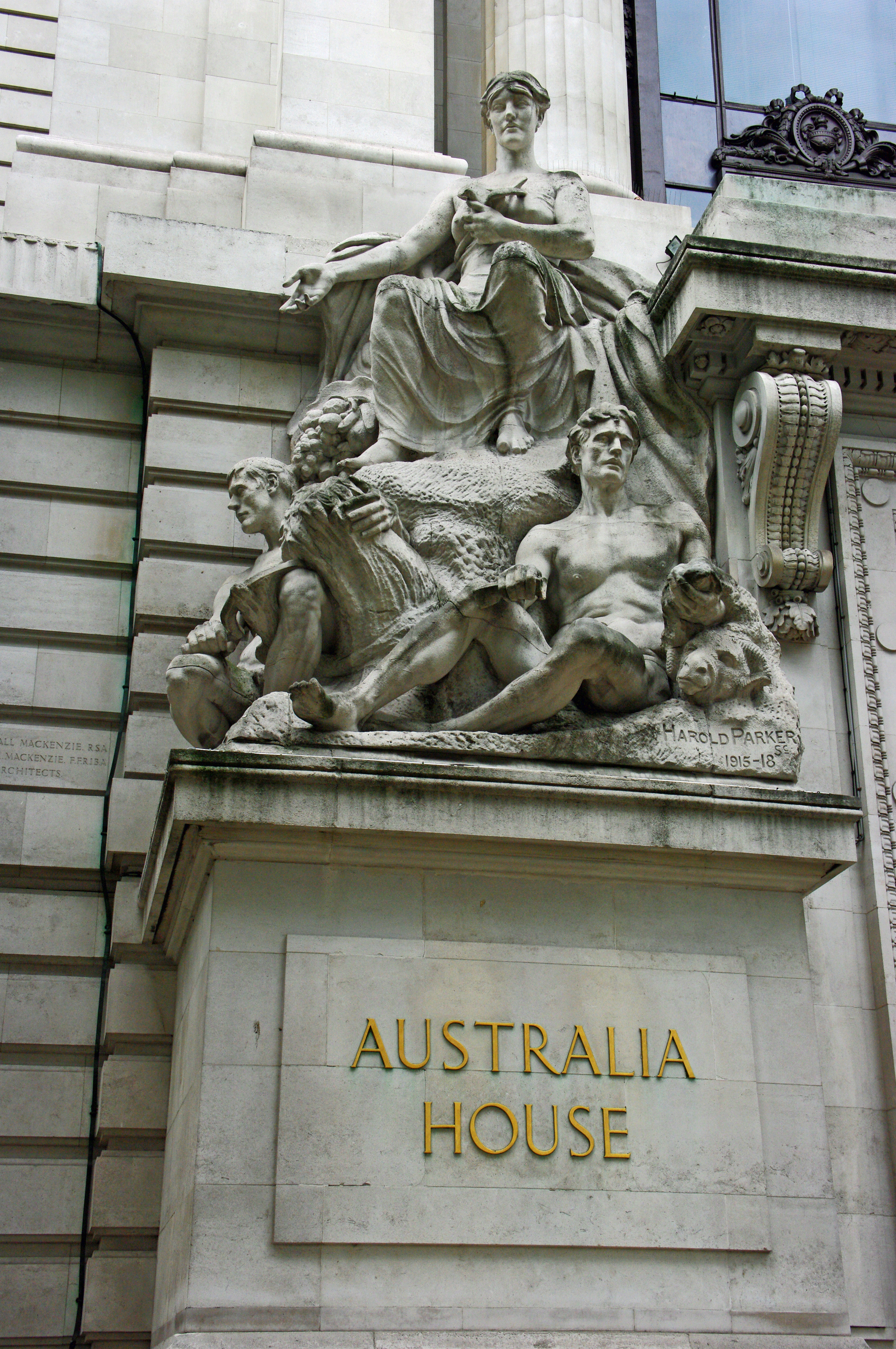
Détail d'Australia House, par Harold Parker (1915-1918)

Le Haut-commissariat d'Australie à Londres est la mission diplomatique de l'Australie au Royaume-Uni . Il est situé dans Australia House, un bâtiment classé Grade II. C'était la première mission diplomatique de l'Australie et c'est la plus longue mission diplomatique occupée au Royaume-Uni.

## Histoire
Point de repère majeur sur le Strand, à Londres, la construction du bâtiment par les Dove Brothers a commencé en 1913, mais les problèmes causés par la Première Guerre mondiale en ont retardé l'achèvement. Il a été officiellement inauguré par le roi George V lors d'une cérémonie le 3 août 1918 à laquelle assistait le Premier ministre australien William Morris Hughes. Le coût du terrain, de forme triangulaire, était de 379 756 £ lors de son achat par le Commonwealth d'Australie en 1912 et les coûts de construction et autres coûts associés ont porté les dépenses totales à environ 1 million de £. L'architecte en chef du Commonwealth d'Australie, John Smith Murdoch, s'est rendu à Londres pour travailler avec la firme Mackenzie sur le bâtiment.
Bien qu'un secrétaire officiel ait été nommé à Londres dès 1906, le haut-commissariat à Londres fut la première mission diplomatique australienne et l'une des plus importantes de Londres.
Le bâtiment lui-même a été construit sur un puits sacré vieux de 900 ans puisant dans la rivière Fleet, une rivière souterraine de Londres. L'eau dans le puits est claire et a été testée comme potable .

## Utilisation moderne
Les agences gouvernementales au sein du Haut-commissariat sont notamment Austrade, Defence, Materiel (CONDMAT), la Bibliothèque nationale d'Australie et Affaires publiques / Médias / Culture. Le grand intérieur du bâtiment a été utilisé comme décor de la banque sorcière Gringotts dans Harry Potter et la pierre philosophale, ainsi que pour des scènes de Wonder Woman en 2017.

## Élections

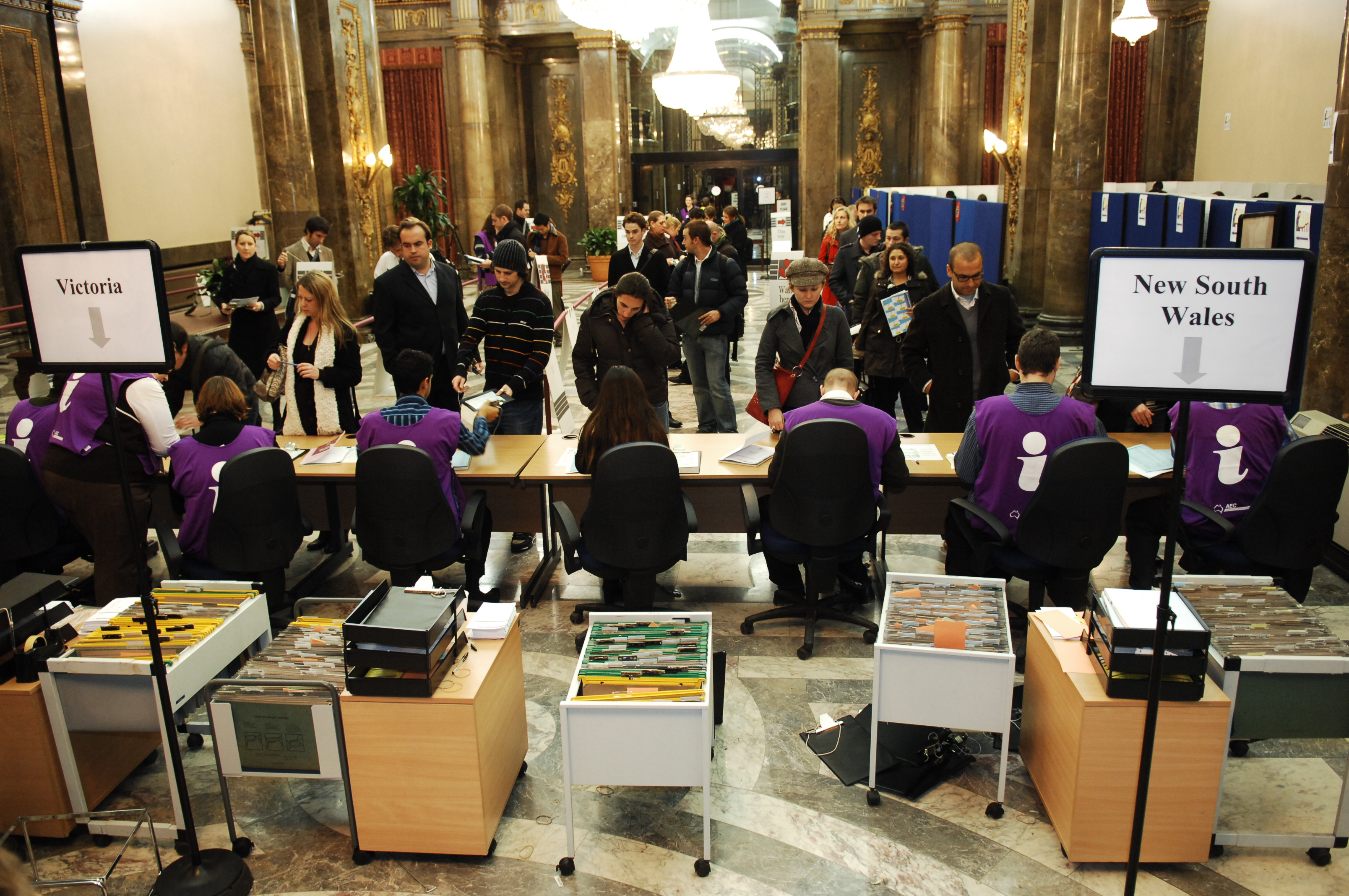
Les électeurs à Australia House pour les élections australiennes de 2007

Australia House est généralement le plus grand bureau de vote aux élections fédérales australiennes, avec plus de votes exprimés au bureau de vote de Londres que dans n'importe quel bureau de vote de l'un des États ou territoires australiens.

## Galerie

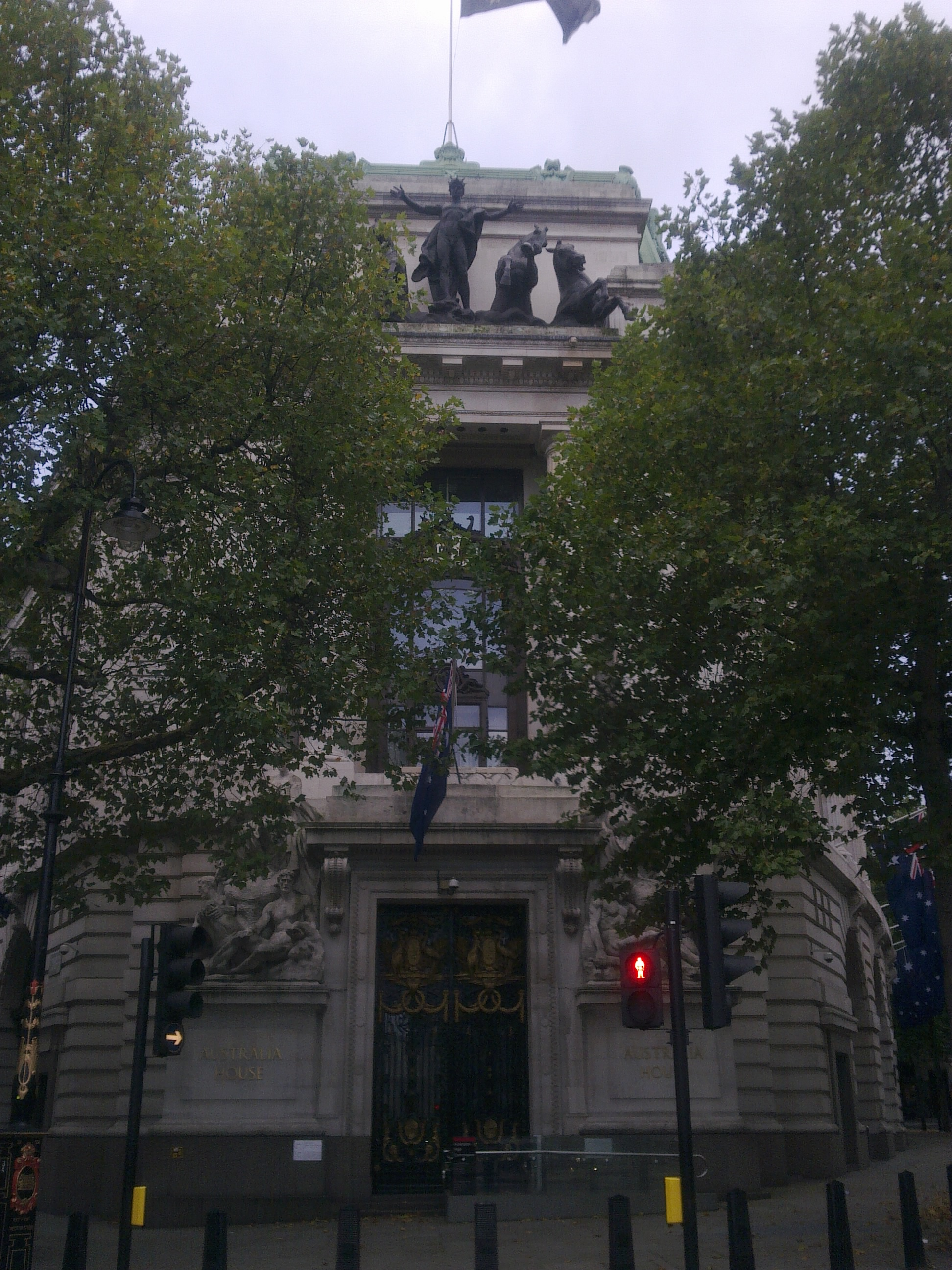
L'entrée du Haut-commissariat
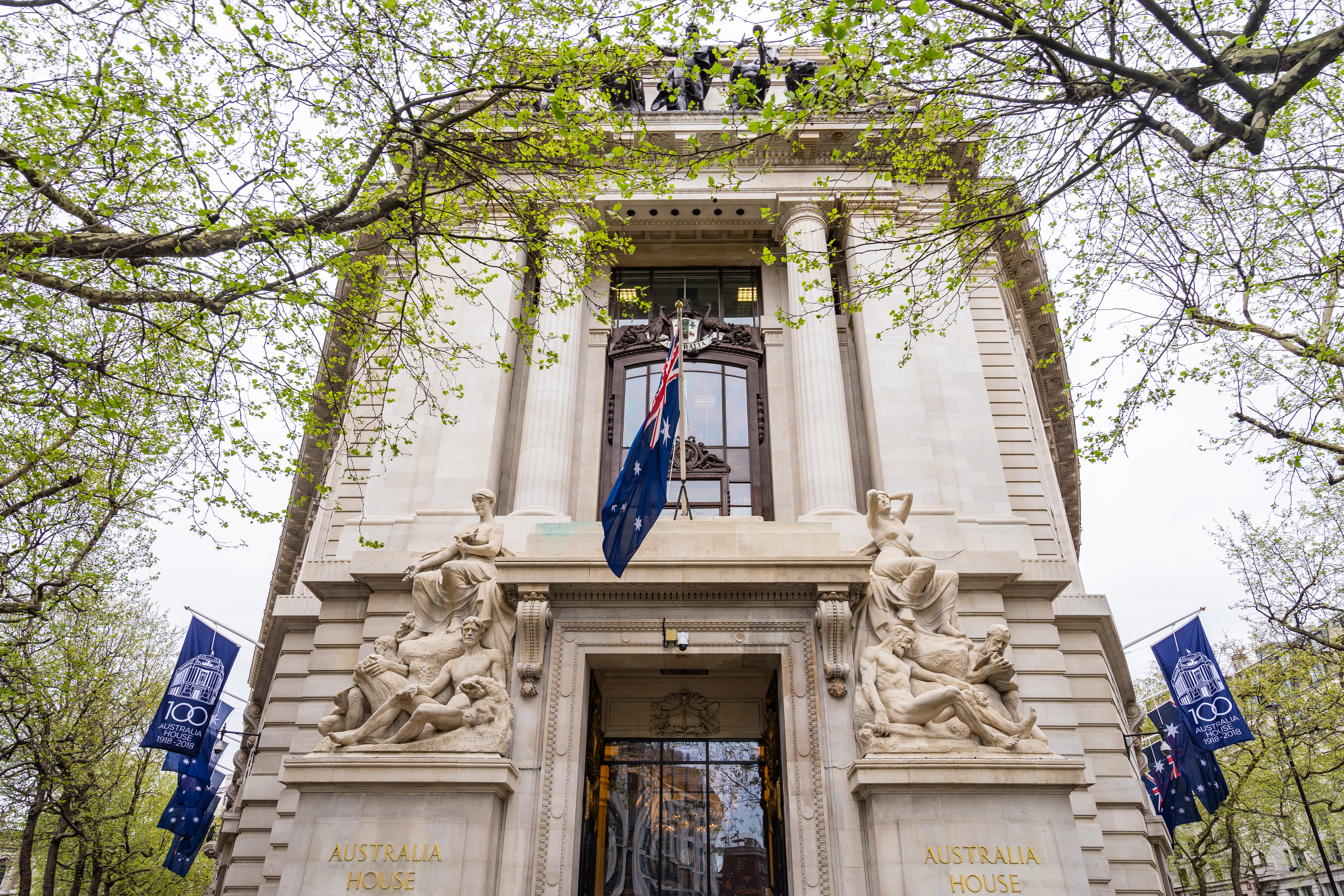
Gros plan de l'entrée
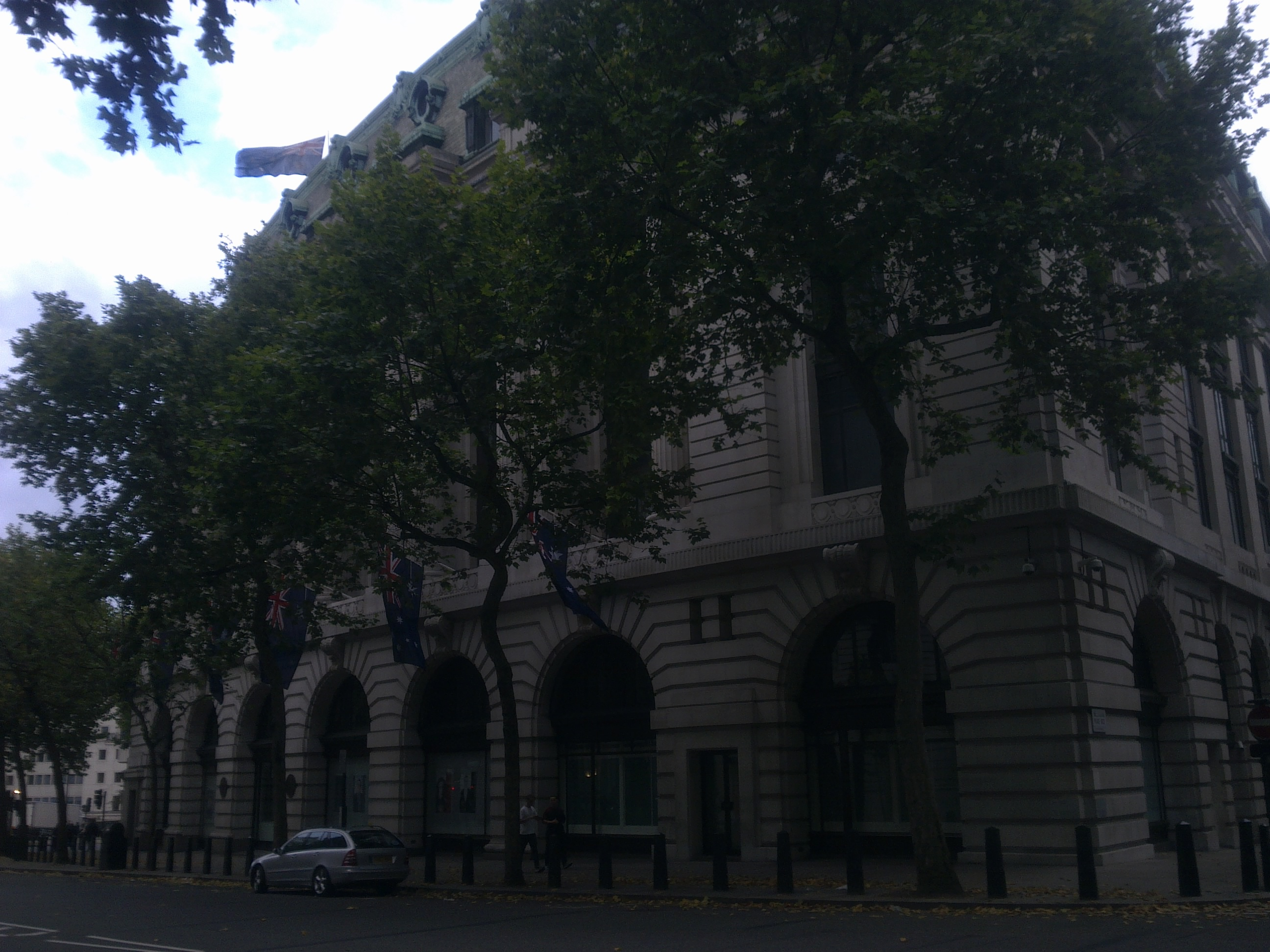
Vue d'Aldwych
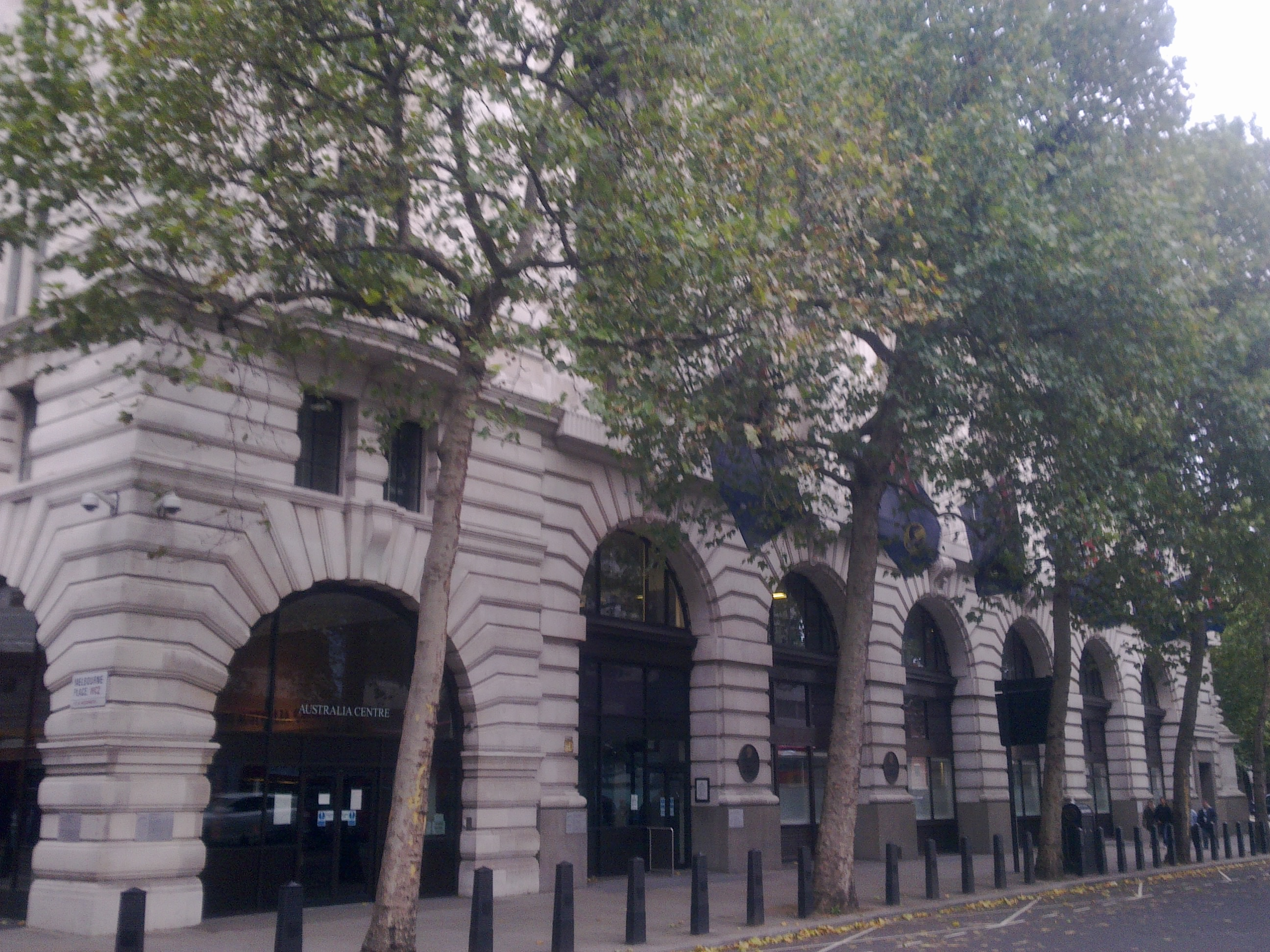
Vue du Strand
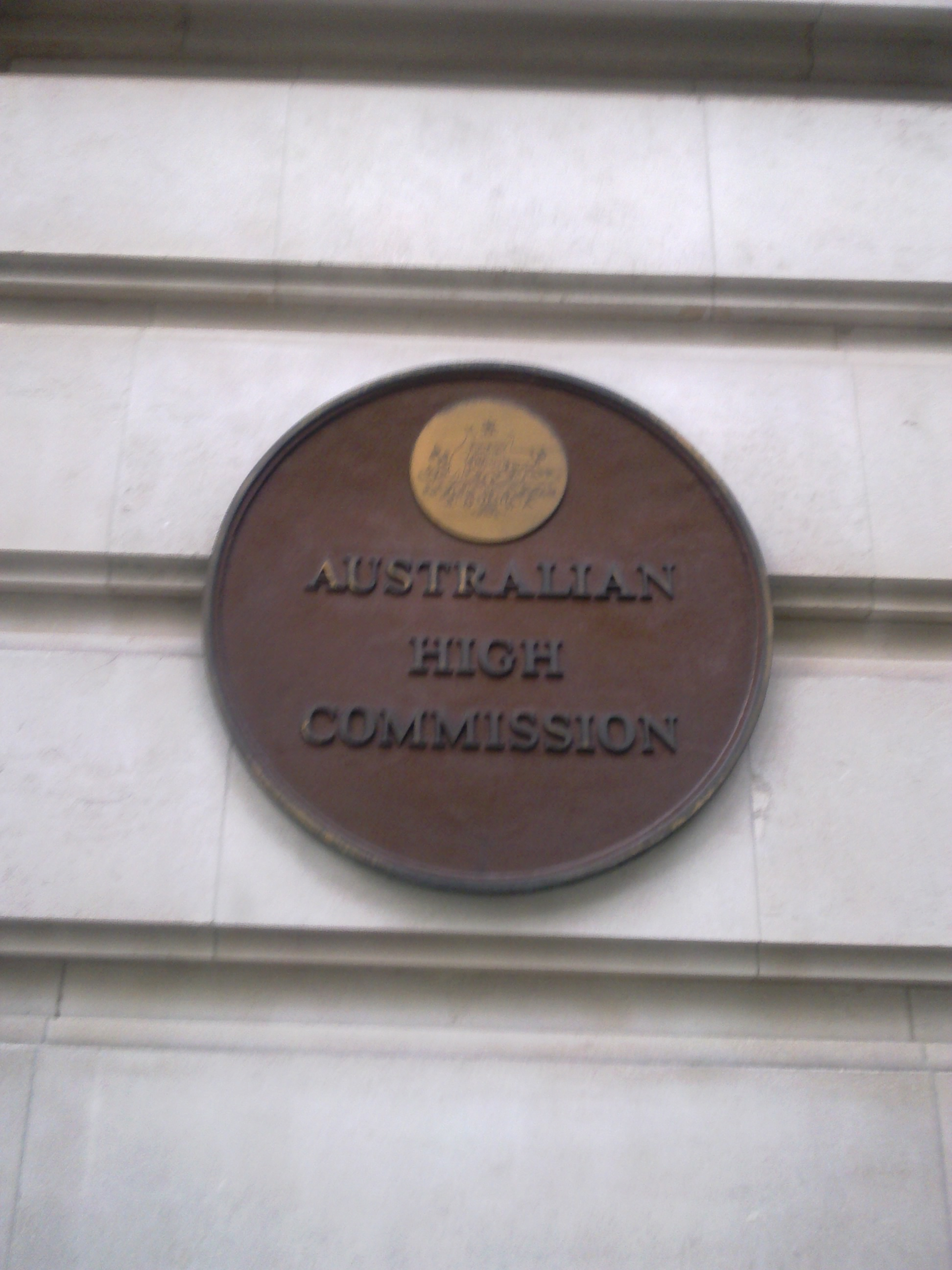
Plaque
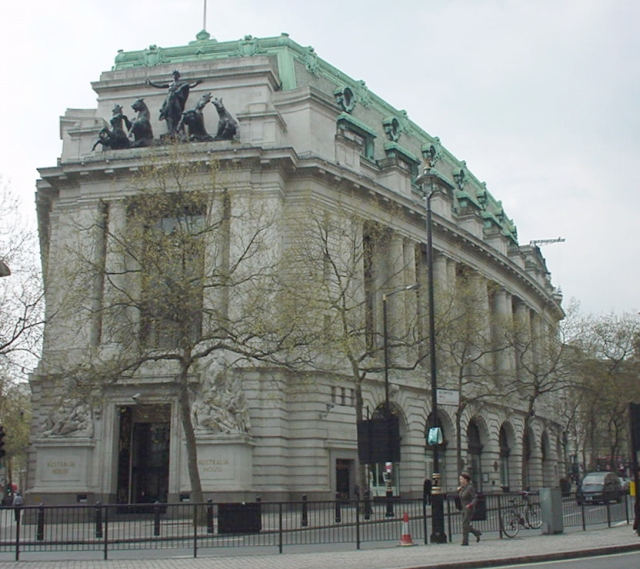
Le haut-commissariat

## Voir également
- Liste des hauts-commissaires australiens au Royaume-Uni